# Просеник (област Бургас)
Вижте пояснителната страница за други значения на Просеник.
Про̀сеник е село в Югоизточна България, община Руен, област Бургас.

## География
Село Просеник се намира на около 14 km на изток от общинския център село Руен и около 32 km на север от областния център град Бургас. Разположено е в южното подножие на Еминската планина, Източна Стара планина, в долината на Хаджийска река. През селото минава третокласният републикански път III-2085, който на запад води през селата Преображенци и Руен към връзка с третокласния републикански път III-208 (Айтос – Провадия), а на изток – през село Горица към връзка северно от село Гюльовца с третокласния републикански път III-906. Общински път от Просеник на югоизток води през селата Страцин, Бата и Медово към връзка с път III-906 и град Каблешково.
Минималните надморски височини в ниските южни части на селото са около 80 – 85 m, максималните във високите северни части – около 120 – 130 m, а в центъра при сградите на кметството и читалището надморската височина е около 93 m.
Климатът е континентално-средиземноморски с морско климатично влияние. В землището преобладават наносни и лесивирани почви.
Населението на село Просеник, наброявало 1295 души към 1934 г. и 1553 – към 1985, наброява 1339 души (по текущата демографска статистика за населението) към 2018 г.
При преброяването на населението към 1 февруари 2011 г., от обща численост 1459 лица, за 524 лица е посочена принадлежност към „българска“ етническа група, за 868 – към „турска“, за 57 – към ромска, за 3 – към други, за 6 – не се самоопределят и за едно не е даден отговор.

## История
Селото е споменато в османотурски регистри от 1676 г. и 1731 г. под името Бурунджук.
След края на Руско-турската война 1877 – 1878 г., по Берлинския договор селото остава на територията на Източна Румелия. От 1885 г. – след Съединението, то се намира в България с името Бурунджук. Преименувано е на Про̀сеник през 1934 г.
През 1929 г. е основано читалище „Цар Симеон“, преименувано на „Ральо Тодоров Кехайов“, в нова сграда от 1965 г.
В Държавния архив – Бургас се съхраняват документи на/за Трудово кооперативно земеделско стопанство (ТКЗС) „Илия Петров“, село Просеник от периода 1948 – 1958 г. и на/за Обединено ТКЗС „Илия Петров“ – с. Просеник от периода 1962 – 1996 г. След редица промени на организацията и наименованието през годините, стопанството е ликвидирано като Земеделска производителна кооперация – с. Просеник, Бургаско през 1995 г.

## Население

### Етнически състав
Преброяване на населението през 2011 г.
Численост и дял на етническите групи според преброяването на населението през 2011 г.:
|                     | Численост |
| Общо                | 1459      |
| Българи             | 524       |
| Турци               | 868       |
| Цигани              | 57        |
| Други               | 3         |
| Не се самоопределят | 6         |
| Неотговорили        | 1         |

## Обществени институции
Село Просеник към 2020 г. е център на кметство Просеник.
В село Просеник към 2020 г. има:
- действащо читалище „Ралю Тодоров Кехайов – 1929 г.“;[14][15]
- действащо обединено училище[16] „Св. Св. Кирил и Методий“;[17]
- действаща само на големи религиозни празници православна църква „Свето Възнесение Господне“;[18]
- постоянно действаща джамия;[19]
- пощенска станция.[20]

## Културни и природни забележителности
На стената на сградата на кметството е монтирана паметна плоча с размери 50/70 cm, изработена от бял мрамор, посветена на загиналите във войните през 1912 – 1913 г. и 1915 – 1918 г. с надпис „ЗАГИНАЛИ за РОДИНАТА от с. ПРОСЕНИК ок. АЙТОСКА“ и списък на загиналите.
В центъра на селото има паметник на загинали партизани от Просеник през 1944 г. и загинали участници в така наричаната Отечествена война на България 1944 – 1945 г.

## Редовни събития
Коледари и кукери.